# ダニー・ポスト
ダニー・ポスト（Danny Post、1989年4月7日 - ）は、オランダ・アムステルダム出身の元サッカー選手。現役時代のポジションはMF。

## クラブ経歴
2013年7月23日、VVVフェンローに3年契約で移籍した。
2022年1月29日、2024年6月までの契約でアルメレ・シティFCに移籍した。